# حكومة ميرتس
شُكلت حكومة ميرتس (بالألمانية: Kabinett Merz) في 6 مايو 2025 بقيادة المستشار فريدرش ميرتس وهي الحكومة الخامسة والعشرون لجمهورية ألمانيا الاتحادية. شُكلت الحكومة في أعقاب الانتخابات الاتحادية المبكرة في عام 2025 لتكون خليفة حكومة شولتس وتتكون من ممثلين عن الاتحاد الديمقراطي المسيحي (CDU) والحزب الديمقراطي الاجتماعي الألماني (SPD) والاتحاد الاجتماعي المسيحي (CSU).
إنها الحكومة الائتلافية الخامسة بين الحزبين الأسود والأحمر في ألمانيا منذ الحرب العالمية الثانية والحكومة الثامنة عشرة التي تقودها حزبي الاتحاد.
اِنْتَخَبَ البوندستاغ ميرتس مستشاراً في 6 مايو 2025. شُكِّلَتْ حكومته وفقًا لما حدده اتفاق الائتلاف وعُيِّنَتْ رسميًا من قبل الرئيس فرانك-فالتر شتاينماير في نفس اليوم.
. . 

## التشكيل الوزاري

تكوين البوندستاغ الحادي والعشرين

In addition to the chancellor, the cabinet consists of 17 ministers, 16 of have their own portfolio and one Minister for Special Affairs (in order to give cabinet rank to the head of the chancellery). The total number of ministers has thus risen by one in comparision to the Scholz cabinet. The portfolio of digitalization and state modernization has been newly created as a split from the transport ministry and parts of portfolio of the ministry for the interior and of the ministry for economic affairs. Other portfolio reshuffles includes the re-integration of climate action back into the ministry for the environment; it has been merged with economic affairs under outgoing minister روبيرت هابك. The responsibility for education is being merged with the portfolio of family, seniors, women and youth affairs, while the remaining ministry for research has been added the designations for technology and astronautics.
| الشعار | المنصب                                               | الصورة | شاغل المنصب                  | الحزب              | الحزب | تولى المنصب   |
| ------ | ---------------------------------------------------- | ------ | ---------------------------- | ------------------ | ----- | ------------- |
|        | المستشار                                             |        | فريدرش ميرتس                 | CDU                |       | 6 مايو 2025   |
|        | نائب المستشار والمالية                               |        | لارس كلينغبايل               | SPD                |       | 6 مايو 2025   |
|        | الداخلية                                             |        | ألكسندر دوبرينت [الإنجليزية] | CSU                |       | 6 مايو 2025   |
|        | الخارجية                                             |        | يوهان فاديفول                | CDU                |       | 6 مايو 2025   |
|        | الدفاع                                               |        | بوريس بيستوريوس              | SPD                |       | 19 يناير 2023 |
|        | الشؤون الاقتصاد والطاقة                              |        | كاترينا رايشه [الإنجليزية]   | CDU                |       | 6 مايو 2025   |
|        | البحث والتقانة والفضاء                               |        | دوروتيه بير ‏                 | CSU                |       | 6 مايو 2025   |
|        | العدل وحماية المستهلك                                |        | شتيفاني هوبيغ [الإنجليزية]   | SPD                |       | 6 مايو 2025   |
|        | التعليم والأسرة وكبار السن والمرأة والشباب           |        | كارين برين [الإنجليزية]      | CDU                |       | 6 مايو 2025   |
|        | العمل والشؤون الاجتماعية                             |        | بربل باس                     | SPD                |       | 6 مايو 2025   |
|        | الشؤون الرقمية وتحديث الدولة                         |        | Karsten Wildberger           | مستقل (رُشّح من CDU) |       | 6 مايو 2025   |
|        | النقل                                                |        | باتريك شنيدر ‏                | CDU                |       | 6 مايو 2025   |
|        | البيئة وحماية الطبيعة وحماية المناخ والسلامة النووية |        | كارستن شنايدر ‏               | SPD                |       | 6 مايو 2025   |
|        | الصحة                                                |        | نينا فاركين ‏                 | CDU                |       | 6 مايو 2025   |
|        | الغذاء والزراعة والمجتمع                             |        | ألويس راينر                  | CSU                |       | 6 مايو 2025   |
|        | التعاون الاقتصادي والتنمية                           |        | ريم العبلي-رادوفان           | SPD                |       | 6 مايو 2025   |
|        | وزارة الإسكان والتنمية الحضرية والبناء               |        | فرنا هوبرتس ‏                 | SPD                |       | 6 مايو 2025   |
|        | الوزير الاتحادي للشؤون الخاصة ومدير المستشارية       |        | تورستن فراي                  | CDU                |       | 6 مايو 2025   |

1. ↑  "تُعلن رسميًا الثلاثاء.. اتفاق ألماني يختتم تشكيل حكومة ميرتس | إرم نيوز". إرم نيوز. 5 مايو 2025. اطلع عليه بتاريخ 2025-05-23.

1. ↑  As the ministers from 2021 (Scholz cabinet) are currently still in office, the federal ministries still have the old office names and logos. The new logos will only be published when the new federal ministers are appointed.